# Rethel
Rethel este un oraș în nordul Franței, sub-prefectură a departamentului Ardennes în regiunea Champagne-Ardenne.
1. ↑  répertoire géographique des communes, accesat în 26 octombrie 2015
2. ↑  dataset of postal codes in France, 1 octombrie 2018